# Bob Whittaker
Robert Russell "Bob" Whittaker, född 18 september 1939 i Eureka i Kansas, är en amerikansk politiker (republikan). Han var ledamot av USA:s representanthus 1979–1991.
Whittaker efterträdde 1979 Joe Skubitz som kongressledamot och efterträddes 1991 av Dick Nichols.